# Heteroonops toro
Heteroonops toro là một loài nhện trong họ Oonopidae.
Loài này thuộc chi Heteroonops. Heteroonops toro được miêu tả năm 2009 bởi Norman I. Platnick & Dupérré.